# August Lohrberg
August Lohrberg (* 30. April 1860 in Hannover; † 3. März 1936 ebenda) war ein deutscher Partei- und Gewerkschaftsfunktionär (SPD/FAV).

## Leben
Lohrberg, von Beruf Buchdrucker, war während der Zeit des Sozialistengesetzes Vertrauensmann der SPD (Deckname: „Fuchs“). Ab Oktober 1890 war er für die Hannoversche SPD-Zeitung Volkswille tätig, zuletzt als deren Geschäftsführer. 
Lohrberg war Vorsitzender des 1889 in Hannover gegründeten Vereins zur Wahrung der Interessen der Fabrik- und sonstigen nichtgewerblichen Arbeiter von Hannover und Linden. Er war auch maßgeblich an der Gründung des Verbandes der Fabrik-, Land- und gewerblichen Hilfsarbeiter Deutschlands am 1. Juli 1890 in Hannover beteiligt, an dem Vertreter ungelernter Arbeiter aus 28 Orten des Deutschen Reiches teilnahmen. Er wurde zum ersten Vorsitzenden des Verbandes gewählt, gab das Amt aber bereits im August 1890 an August Brey ab. 
Ab 1904 war er Vorsitzender der Allgemeinen Ortskrankenkasse Hannover. Im November 1919 wurde er in Hannover zum unbesoldeten Senator gewählt. Dieses Amt hatte er bis zum 25. Juli 1924 inne.